# Cărpiniș (okręg Braszów)
Cărpiniș – wieś w Rumunii, w okręgu Braszów, w gminie Tărlungeni. W 2011 roku liczyła 381 mieszkańców.